# Steinbach (Schwarzwasser)
Der Steinbach ist ein linker Zufluss des Schwarzwassers im Erzgebirge.

## Verlauf
Der Bach besitzt zwei Hauptquelläste. Der eine entspringt südwestlich von Johanngeorgenstadt in der Nähe des Kleinen Kranichsees in der Kammregion des Westerzgebirges. Zunächst durchfließt er mooriges Gebiet und verläuft 2 km nach Norden bis zur Eibenstocker Straße (S 272). Hier vereinigt er sich mit den von der Sauschwemme herabkommenden Bächen, die als zweiter Quellast gelten. Anschließend verläuft er etwa 1,5 km parallel zur S 272 in annähernd ostnordöstlicher Richtung und biegt dann bei der nach ihm benannten Ortschaft nordöstlich in das eigentliche Steinbachtal ab. Hier hat der Bach im Turmalin-Granit ein tiefes Erosionstal geschaffen. Dem Tal folgt er etwa 4 km, bis er nach weiteren 500 m nach Osten in Erlabrunn in das Schwarzwasser mündet.
Bereits im Quellgebiet, aber auch unterwegs, nimmt der Steinbach zahlreiche kleinere Bäche auf, von denen jedoch nur noch der Hintere und der Vordere Milchbach größere Bedeutung haben.

## Besonderheiten
Bereits bei Niedrigwasser ist das Bachbett mehrere Meter breit. Bei dem Hochwasser am 6. Juli 1931 wurden 2,5 t schwere Granitfelsen transportiert.
Im 16. bis 19. Jahrhundert fand am Steinbach intensiver Zinnseifenbergbau statt, auf den auch die Gründung der Ortschaft Steinbach um 1530 zurückgeht. Nicht nur an der Sauschwemme, sondern auch im Steinbachtal standen mehrere sogenannte Lachterseifen in Abbau, die jeweils hundert und mehr Meter des Baches bebauten. Darüber hinaus setzte westlich am Riesenberg ein mächtiger Roteisensteingang auf, der durch zahllose Gruben abgebaut wurde. Die bedeutendsten waren die Fundgruben Gnade Gottes am Schimmel, Tannebaum, Altemann sowie die Rote Grube. Die beiden letztgenannten erhielten das Aufschlagwasser für ihre Kunstanlagen über einen etwa 6,5 km langen Kunstgraben, der aus dem Steinbach gespeist wurde.
Etwa auf halber Strecke im Steinbachtal befinden sich die bis zu 35 m hohen Teufelssteine. Diese Granitfelsen können auf 16 Routen bestiegen werden.
Vor 1751 wurde hier auf einer Eisensteinhalde der Meteorit Steinbach gefunden, der Hauptvertreter der Siderophyre ist.